# Apiactis
Apiactis is een geslacht van neteldieren uit de klasse van de Anthozoa (bloemdieren).

## Soorten
- Apiactis bengalensis Panikkar, 1936
- Apiactis denticulata van Beneden, 1897
- Apiactis tentaculata Leloup, 1942